# La Walkyrie
Die Walküre
La Walkyrie ou La Valkyrie (titre original en allemand : Die Walküre) est le deuxième des quatre drames lyriques qui constituent L'Anneau du Nibelung (Der Ring des Nibelungen) de Richard Wagner. La première eut lieu au théâtre national de la cour à Munich, à la demande de Louis II de Bavière (et contre la volonté de Wagner) le 26 juin 1870 sous la direction de Franz Wüllner.
Le livret est rédigé par Richard Wagner entre 1851 et 1853 et la musique composée entre 1854 et 1856. On retrouve dans le livret de nombreuses références aux mythologies germanique et nordique qui sont les principales sources d'inspiration du Ring. La musique est caractérisée par la présence de leitmotive, des petits motifs conducteurs courts, souples et sensibles déterminant les caractères de chacun des personnages de l'œuvre et réapparaissant à chacune de leurs apparitions.
Cet opéra est considéré comme le plus lyrique et le plus humain des quatre journées de la Tétralogie. On y retrouve de nombreux thèmes, dont la célèbre chevauchée des Walkyries (Acte III, Scène 1).

## Historique

### Inspiration
Comme l'ensemble du Ring, La Walkyrie est inspirée de la mythologie germanique et nordique. Les Walkyries dans la mythologie nordique sont des guerrières, des divinités mineures qui servaient Odin. Le rôle des Walkyries est de combattre, de diriger des batailles, de distribuer la mort parmi les guerriers et d'emmener l'âme des héros au Valhalla. Dans l'opéra on retrouve la présence de neuf Walkyries qui sont au service de Wotan. Brünnhilde est sa préférée, elle est présente dans la Chanson des Nibelungen, une épopée médiévale allemande du XIIIe siècle qui a inspiré plus généralement Wagner pour la composition de sa Tétralogie. Les personnages de l'opéra sont tous issus de la mythologie. Wotan s'inspire d'Odin, le dieu des morts, de la victoire et du savoir. Sieglinde (Signý) et Siegmund apparaissent dans la Völsunga saga qui a influencé la Chanson des Nibelungen. Selon Deryck Cooke, c'est la Völsunga saga qui a influencé en plus grande partie le Ring, cette saga couvrant toute la vie de Sigurd (Siegfried) décrit les relations entre Sigurd et Brynhildr. Elle propose une histoire détaillée des origines du héros. La saga ayant servi de base pour la rédaction des deux premiers actes de La Walkyrie.

### Composition
Bien que La Walkyrie soit le deuxième des quatre opéras constituant le Ring, ce fut le troisième par ordre de conception. 

Wagner avait initialement prévu d’écrire un opéra intitulé La Mort de Siegfried. Puis, menant une réflexion « à rebours », il jugea qu’il lui fallait préalablement expliquer la vie du héros antérieurement à cette fin tragique, chose qu'il fera dans un autre opéra d’abord nommé Le Jeune Siegfried, qui deviendra en définitive juste Siegfried. 
 Il jugea à nouveau qu'il était nécessaire d'expliquer les origines de ce même héros, plus précisément sa conception incestueuse et sa protection par une Walkyrie désobéissant à l’ordre formel de son père Wotan. 
 Cette fois ci, il décide de nommer ce nouvel opéra Siegmund et Sieglinde : Le Châtiment de la Walkyrie, un titre qui sera ensuite abrégé en La Walkyrie. 
 Un quatrième opéra vient ensuite au jour afin d'expliquer l’origine de plusieurs des événements prenant place avant les trois autres: celle du vol de l’Or du Rhin, celle de la confection et la malédiction de l’Anneau, et celle de la faute originelle de Wotan, opéra qui, après plusieurs essais de titres, finit par se nommer L’Or du Rhin.

Wagner travailla simultanément aux textes des deux derniers opéras envisagés, L’Or du Rhin et La Walkyrie. En août 1851, dans Une Communication à mes Amis, il avait déclaré son intention d’écrire une trilogie, mais ce ne fut pas avant novembre qu'il se mit à travailler sur Siegmund et Sieglinde.

L’été suivant, Wagner et son épouse Minna Planer louèrent un pied-à-terre à Zurich : c’est là que du 17 au 26 mai 1852 il travailla de manière conséquente sur le texte en prose de La Walkyrie, donnant une description étendue de l’intrigue en y incluant des dialogues, et se mettant à la version versifiée du 1er juin au 1er juillet.

Ce fut entre ces deux versions qu’il décida de ne pas faire figurer Wotan dans l’acte I. Cet acte lui donna sans doute plus de mal qu’aucun autre dans toute la Tétralogie. 
 Dans ses deux esquisses en prose, Wagner faisait entrer Wotan (sous l’apparence du « Wanderer », « Le Voyageur », qui réapparaîtra dans Siegfried) dans la hutte de Hunding. Wotan enfonçait l’épée Nothung (prélevée lui-même du trésor des Nibelungen à la fin de L’Or du Rhin) dans le tronc du frêne sur lequel s’appuie la hutte, et ensuite il disparaissait. Quelques minutes plus tard, Siegmund arrivait à la hutte et saisissait l'épée.

Wotan apparaissait aussi dans la version complète en prose. En définitive, Wagner décida de ne plus faire figurer Wotan que comme mystérieuse figure tutélaire évoquée dans un récit de Sieglinde. L’épée reste fichée dans le tronc pendant longtemps, temps durant lequel maints hommes forts tentent de l’en arracher sans y parvenir. Seul Siegmund y parviendra à un moment de l’acte I, produisant un véritable climax dramaturgique.

La copie définitive du texte fut achevée le 15 décembre 1852.
Avant même la finalisation du texte entier du Ring, Wagner avait commencé à en esquisser la composition.

Le 23 juillet 1851, il nota sur une feuille volante ce qui devait devenir le leitmotiv le plus célèbre du cycle entier : La Chevauchée des Walkyries. D’autres esquisses musicales furent faites dans l’été 1852. Mais ce ne fut qu’en juin 1854 que Wagner rassembla ses esquisses dans une première version complète de la partition de l’opéra. Cette version préliminaire (Gesamtentwurf) fut achevée le 27 décembre 1854.
Wagner, ayant inclus dès cette première version des indications d’orchestration, enchaîna directement sur l’orchestration générale de l’œuvre sans passer par l’étape intermédiaire qu’il avait observée pour L’Or du Rhin. Décision qu’il regretta vite, de nombreuses interruptions devant ensuite venir lui compliquer la tâche, dont un voyage de quatre mois à Londres. Il avait peine à reprendre le fil de son développement musical après s’être longtemps interrompu, ne retrouvant pas ses idées d’origine dans les passages laissés en suspens, et il dut en reprendre de nombreux à zéro. Néanmoins, il parvint à terminer l’orchestration entière le 20 mars 1856.
Il commença à écrire la copie définitive de la partition complète orchestrée le 14 juin 1855 en Suisse, à Seelisberg. Il la termina à Zurich le 23 mars 1856, à peine trois jours après avoir mis la dernière main à son travail d’orchestration.

### Personnages
Humains :
- Siegmund, fils de Wotan et d'une mortelle, ténor
- Sieglinde, sœur puis amante de Siegmund, épouse de Hunding, soprano
- Hunding, époux de Sieglinde, basse

Dieux :
- Wotan, maître des dieux, baryton-basse
- Fricka, épouse de Wotan, déesse du mariage, mezzo-soprano

Les neuf Walkyries, filles de Wotan, déesses de la guerre et de la mort :
- Brünnhilde, fille de Wotan et Erda, soprano
- Gerhilde, soprano
- Ortlinde, soprano
- Waltraute, mezzo-soprano
- Schwertleite, mezzo-soprano
- Helmwige, soprano
- Siegrune, contralto
- Grimgerde, mezzo-soprano
- Roßweiße, mezzo-soprano

### Création

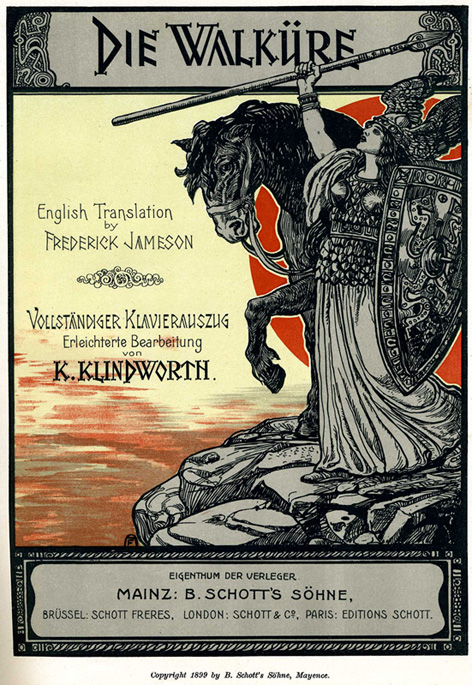
Brünnhilde représentée sur la couverture d'une partition vocale de l'opéra.

| Rôle         | Tessiture     | Première représentation 26 juin 1870 (Chef d'orchestre : Franz Wüllner) | Première représentation complète du cycle 14 août 1876, Festspielhaus de Bayreuth (Chef d'orchestre : Hans Richter) |
| Humains      | Humains       | Humains                                                                 | Humains |
| ------------ | ------------- | ----------------------------------------------------------------------- | --- |
| Siegmund     | ténor         | Heinrich Vogl                                                           | Albert Niemann |
| Sieglinde    | soprano       | Therese Vogl                                                            | Josephine Schefsky                                                                                                  |
| Hunding      | baryton-basse | Kaspar Bausewein                                                        | Josef Niering |
| Dieux        |               |                                                                         | |
| Wotan        | Basse (voix)  | August Kindermann                                                       | Franz Betz |
| Fricka       | mezzo-soprano | Anna Kaufmann                                                           | Friederike Grün |
| Valkyries    |               |                                                                         | |
| Brünnhilde   | soprano       | Sophie Stehle                                                           | Amalie Materna |
| Gerhilde     | soprano       | Karoline Lenoff                                                         | Marie Haupt |
| Ortlinde     | soprano       | Henriette Müller                                                        | Marie Lehmann |
| Waltraute    | mezzo-soprano | Hemauer                                                                 | Luise Jaide |
| Schwertleite | contralto     | Emma Seehofer                                                           | Johanna Jachmann-Wagner                                                                                             |
| Helmwige     | soprano       | Anna Possart-Deinet                                                     | Lilli Lehmann |
| Siegrune     | mezzo-soprano | Anna Eichheim                                                           | Antonie Amann |
| Grimgerde    | mezzo-soprano | Wilhelmine Ritter                                                       | Hedwig Reicher-Kindermann                                                                                           |
| Roßweiße     | mezzo-soprano | Juliane Tyroler                                                         | Marie Lammert |

## Présentation

### Structure
Trois actes.
- Acte I : un prélude, 3 scènes
- Acte II : un prélude, 5 scènes.
- Acte III : un prélude, 3 scènes - Le prélude et le début de la scène 1 jusqu'à l'arrivée de Brünnhilde constituent ce qui est nommé La Chevauchée des Walkyries - La fin de la scène 5 et le postlude orchestral constituent ce qui est nommé Les Adieux de Wotan et l'Enchantement du Feu - Ces deux extraits sont souvent joués en extraits symphoniques, sans les voix, dans les concerts et enregistrements d'orchestre.

### Instrumentation
Wagner a conçu le Ring pour un orchestre qui, dans son temps, était exceptionnellement grand. Les orchestres exécutent par habitude l'œuvre avec moins d'instruments que Wagner l'a souhaité, soit par insuffisance d'espace dans la fosse d'orchestre, soit pour des raisons financières, ou encore par choix artistique du directeur musical.
| Instrumentation de La Walkyrie |
| Cordes |
| 6 harpes, 16 premiers violons, 16 seconds violons, 12 altos, 12 violoncelles, 8 contrebasses |
| Bois |
| 1 piccolo, 3 flûtes, la troisième jouant le deuxième piccolo, 3 hautbois, 1 cor anglais jouant le quatrième hautbois, 3 clarinettes si♭ et en la, 1 clarinette basse si♭, 3 bassons                              |
| Cuivres |
| 8 cors, le cinquième, le sixième, le septième et le huitième jouant les tubas wagnériens en si♭ et fa, 4 trompettes en ut, 1 trompette basse en mi♭ 4 trombones 2 ténors, basse et contrebasse, tuba contrebasse |
| Percussions |
| timbales, jouées par deux musiciens, cymbales, grosse caisse, tam-tam, triangle, glockenspiel |

## Argument

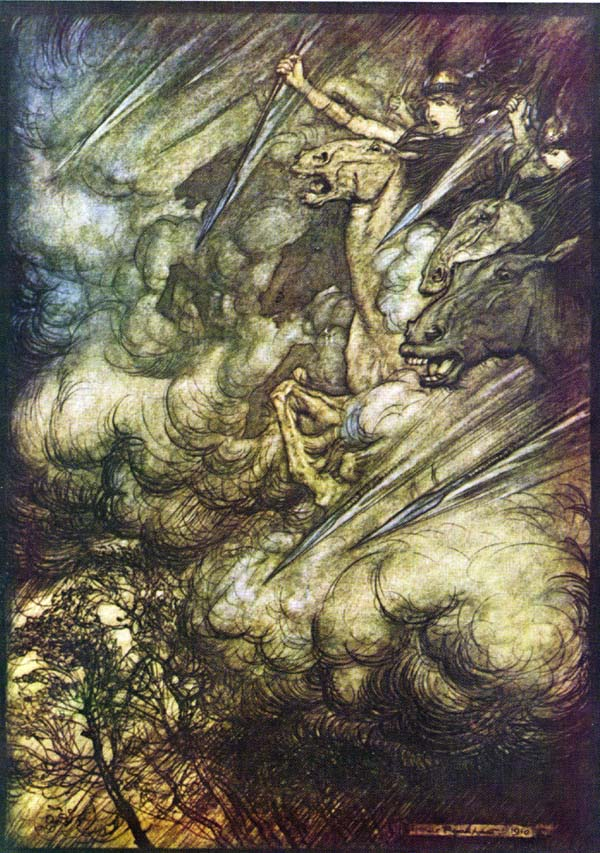
La chevauchée des Walkyries, Arthur Rackham.

### Acte I
Le lieu est une pièce dans une habitation en forêt. Au milieu se dresse un énorme frêne. La pièce est vide, un feu brûle dans l'âtre. Il y a une violente tempête orageuse à l'extérieur.
La porte donnant sur l'extérieur s'ouvre violemment : Siegmund, épuisé, désarmé, fuyard, cherche refuge et vient s'effondrer devant l'âtre. Inquiétée par le bruit, une femme approche prudemment : c'est Sieglinde, épouse de Hunding, le maître des lieux, qui est absent. Elle examine l'homme inanimé et lui trouve noble apparence. Siegmund reprend connaissance et implore qu'on lui donne à boire. Sieglinde lui offre de l’eau et panse ses plaies. Il explique que sa lance et son bouclier s'étant brisés, il a dû fuir devant ses ennemis. Malgré ses blessures, il a réussi à leur échapper. Sentant que ses forces sont revenues, il veut partir car sa présence apporte le malheur. Mais Sieglinde lui demande de rester car Siegmund ne peut apporter le malheur là où le malheur a déjà élu domicile.
Hunding revient au logis et doit, selon la coutume, offrir l'hospitalité, repas et gîte, à l'étranger. Sieglinde, qui est de plus en plus attirée par ce visiteur qui lui ressemble étrangement, lui demande de raconter son histoire et de révéler son nom. Siegmund décrit son retour de chasse au domicile familial, un jour lointain de son enfance, avec son père Wälse (avatar de Wotan) et comment ils ont trouvé sa mère morte et sa sœur jumelle enlevée. Ils vécurent par la suite dans la forêt. Lors d’un combat difficile ils furent séparés et depuis Siegmund erre.
Sieglinde ayant demandé de connaître sa dernière aventure, il explique qu’il est intervenu pour protéger une jeune femme que l'on forçait au mariage. Elle et ses proches ont été tués, et à certaines traces laissées par les meurtriers Siegmund reconnaît l'œuvre du clan des Neidingen, ennemis jurés des Wälsungen et responsables de la perte de sa famille. Depuis, poursuivi sans trêve, il fuit ; sa vie est marquée par le malheur, c'est pourquoi il ne peut que se nommer Wehwalt (Le Prince du Malheur), lui le seul survivant des Wälsungen. Hunding annonce alors à son hôte qu'il appartient lui-même aux Neidingen : pour cette nuit, les lois de l'hospitalité étant sacrées, il ne tentera rien contre son hôte ; mais le lendemain sera consacré à la vengeance. Hunding ordonne à sa femme d'emplir sa coupe du soir, qu'il vide, puis le mari et la femme se retirent dans leur chambre de repos.
Siegmund, resté seul, se plaint de son infortune et se souvient de la promesse faite par son père de trouver une épée providentielle et invincible lorsque le plus grand péril serait imminent : « Wälse, où est ton épée ? », appelle-t-il en vain. Sieglinde revient. Elle explique qu’elle a mis un somnifère dans la boisson de Hunding. Elle raconte sa propre histoire, et montre l’épée qu'un imposant étranger borgne a enfoncée dans le frêne le jour où elle a contre son gré été mariée à Hunding. Siegmund et Sieglinde se rendent compte qu’ils sont les enfants de Wälse, frère et sœur jumeaux. Siegmund retire alors l'épée de l'arbre et la baptise « Notung » (Détresse). Sieglinde se sent alors libre et s'offre comme amante et épouse. Les deux jeunes gens tombent dans les bras l'un de l'autre pour une étreinte passionnée,.

### Acte II

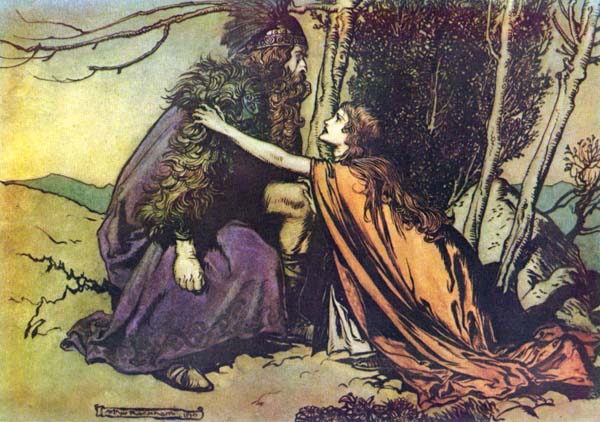
Wotan et Brünnhilde discutant sur le destin de Siegmund, Arthur Rackham.

Dans un site sauvage et montagneux, Wotan ordonne à sa Walkyrie préférée, Brünnhilde (douée d'invincibilité par le port d'une ceinture magique), de seller son cheval pour voler au secours de Siegmund dans sa lutte contre Hunding. En poussant des cris de joie, elle part exécuter l'ordre. Au même moment, Fricka, épouse de Wotan et déesse protectrice du mariage, arrive en colère devant Wotan. Elle exige un châtiment pour Sieglinde et Siegmund car non seulement ils sont enfants adultérins de son mari, mais en outre ils ont eux-mêmes commis l’adultère doublé d'un inceste. Les lois sacrées du mariage sont piétinées. Wotan essaye d'expliquer à Fricka qu'il faut au salut des dieux un héros qui soit indépendant. Fricka le prend alors au mot et exige de Wotan le serment qu'il n’interviendra pas, sans quoi Siegmund ne sera pas un héros indépendant. La mort dans l'âme, car les arguments de Fricka sont irréfutables : Wotan jure. Fricka s'éloigne, en croisant Brünnhilde de retour, à qui elle dit perfidement d'aller voir son père qui a quelque chose à lui dire.

Percevant immédiatement la détresse de Wotan, Brünnhilde lui en demande les causes. Il explique que, troublé par l’avertissement d’Erda (à la fin de l’Or du Rhin), il l'a séduite pour en apprendre plus sur sa prophétie « Un jour sombre point pour les dieux. » ; Brünnhilde est issue de cette relation. Il a engendré huit autres filles devenues les Walkyries qui recueillent les héros morts au combat pour former une armée contre le nain Alberich et défendre le Walhalla. Mais toutes les précautions prises le seraient en vain si Alberich parvenait à reconquérir l'Anneau. Sans doute, Fafner, le dernier géant survivant métamorphosé en dragon invincible grâce au Tarnhelm (voir L'Or du Rhin), le garde jalousement avec tous ses autres trésors, mais Wotan ne peut lui enlever l'Anneau puisqu'il se trouve lié par un contrat. Seul pourrait le faire un personnage qui ne dépend d'aucune faction. Brünnhilde veut voler à l'aide à son demi-frère Siegmund. Cependant, Wotan a juré à Fricka. Non seulement Wotan interdit à Brünhilde d'aider Siegmund, mais il lui ordonne aussi de favoriser la victoire de Hunding. Ensuite, Wotan s'en va. La mort dans l'âme à son tour, Brünnhilde se résigne à exécuter l'ordre paternel.

Siegmund et Sieglinde apparaissent, lassés de leur longue fuite devant Hunding. Brünnhilde se dissimule. Siegmund veut que Sieglinde se repose ; la jeune femme veut continuer, mais n'en peut plus. Elle est au désespoir : honte et ignominie sont les seuls biens qu'elle apportera à son frère et époux, et contre Hunding et sa meute, Siegmund ne pourra résister. Elle s'affaisse, défaillante, entre les bras de Siegmund.

Après un long silence, Brünnhilde s'avance, lente et solennelle. Elle s'arrête à une petite distance de Siegmund. Elle lui annonce une mort prochaine, mais console le héros en lui disant qu'elle le conduira au Walhalla où son père Wälse l'attend. Lorsque Siegmund apprend que Sieglinde ne pourra l'accompagner, il refuse de suivre Brünnhilde car il a toujours confiance en son épée. Mais la Walkyrie le prévient que la force magique a été ôtée à Notung. Aveuglé par son ressentiment, Siegmund maudit son père. Brünnhilde s'engage à prendre sous sa protection Sieglinde et l'enfant qui naîtra d'elle ; mais Siegmund déclare qu'il tuera son amante et se suicidera ensuite. Prise de pitié devant tant d'amour et d'abnégation, la Walkyrie s'y oppose et jure à Siegmund qu'elle rend à Notung son invincibilité et lui assurera la victoire devant Hunding.

Des aboiements de chiens annoncent l'arrivée de Hunding. Avec douceur, Siegmund dépose sa femme inconsciente et se précipite à la rencontre de son ennemi. Sieglinde rêve tout haut, elle se souvient de son enlèvement, et appelle à l'aide son père, sa mère, et Siegmund. Un violent coup de tonnerre la réveille. Plus loin, son frère et Hunding se battent et elle entend la voix de Brünnhilde qui encourage Siegmund. Les combattants se rapprochent de Sieglinde et lorsque Siegmund s'apprête à donner le coup fatal à Hunding, Wotan apparaît soudain, trouant la nuée ; Brünnhilde recule, épouvantée ; de sa lance, Wotan brise Notung, et Hunding transperce Siegmund qui s'écroule mort : Sieglinde défaille. Les nuées couvrent le lieu et l'enténèbrent. Brünnhilde les met à profit pour se précipiter, ramasser les tronçons de Notung, jeter Sieglinde sur son cheval et s'enfuir. Une faible clarté revient, et on voit Hunding retirer sa lance du cadavre de Siegmund : Wotan s'est retiré à l'écart sur un tertre, contemplant avec détresse le corps de son fils. Méprisant, Wotan ordonne à Hunding d'aller annoncer à Fricka qu'il a satisfait à ses exigences, et le foudroie d'un geste de la main. Puis, plein de courroux, il se lance à la poursuite de la Walkyrie sacrilège en lui promettant un châtiment terrible,.

### Acte III
Le lieu est le sommet d'un mont, où il y a de gros rocs épars, une grotte, et un bois de sapins.

Les Walkyries chevauchent dans les airs en emportant au Walhalla les corps des guerriers morts héroïquement au combat. Elles crient, elles rient, elles plaisantent sur les guerriers et leurs montures ; bientôt les voilà huit, ne manque plus que Brünnhilde, dont Siegrune annonce l'arrivée, mais ... c'est une femme qu'elle amène ! Brünnhilde arrive la dernière avec Sieglinde. Hors d'haleine, elle raconte, angoissée, que Wotan la poursuit ; malgré la défense formelle de son père, elle a secouru et protégé Siegmund et Sieglinde. Elle supplie ses sœurs de l'aider à sauver Sieglinde. Mais les Walkyries, effrayées à l'idée de désobéir à Wotan, refusent. On voit et entend déjà approcher la nuée grondante qui porte Wotan à travers ciel. Même Sieglinde ne veut pas qu'on tente de la secourir : elle ne souhaite plus que la mort. Mais Brünnhilde lui annonce qu'elle est enceinte de Siegmund, d'un fils, le plus grand et pur héros que le monde aura connu. Sieglinde est transfigurée, et implore aussitôt qu'on l'aide. Brünnhilde la presse de fuir vers l'est ; là gît le trésor du Nibelung, sous la garde de Fafner, où ils seront à l'abri du courroux de Wotan. Brünnhilde confie à Sieglinde les débris de Notung en affirmant qu'un jour le fils de Siegmund rassemblera les morceaux de l'arme et par elle triomphera. C'est pourquoi il sera appelé « Siegfried », c’est-à-dire « Le joyeux vainqueur ». Sieglinde remercie sa bienfaitrice et part en toute hâte. Mais déjà la voix de Wotan se fait entendre.
Brünnhilde se cache au milieu de ses sœurs qui tentent en vain de calmer le courroux de leur père. Comme Wotan donne libre cours à sa colère, Brünnhilde s'avance et demande son châtiment. Wotan prononce la peine suivante : « Walkyrie, elle ne le sera plus jamais ! Bannie du Walhalla, elle restera sur cette cime, où elle dormira sans défense, jusqu'à ce que l'éveille un homme, qui sera le maître auquel elle sera soumise. Malheur aux sœurs si elles ne fuient pas la présence de Brünnhilde ! » Au comble de l'effroi, les autres Walkyries supplient Wotan de revenir sur sa malédiction, mais celui-ci reste inflexible et leur ordonne de s'en aller. Les Walkyries s'égaillent, terrifiées.
Restée seule avec son père, Brünnhilde essaye de se défendre : en agissant comme elle l'a fait, elle n'a voulu que réaliser les desseins que le dieu suprême avait conçus avant l'intervention de Fricka. Wotan n'est-il pas devenu son propre ennemi en se soumettant au vœu de la déesse ? Il avoue : Brünnhilde a agi selon ses désirs, mais l'acte était contraire aux intérêts des dieux, et à son serment. La Walkyrie révèle alors que Sieglinde est sauvée ; elle porte un fils qui un jour brandira l'épée de son père. Wotan résiste de toutes ses forces aux supplications de sa fille de ne pas la livrer à un lâche, à un homme de rien. Elle l'implore de protéger ce rocher d'un rempart de feu qui dévorera quiconque serait de nature lâche et vile. Wotan, bouleversé, s'avoue vaincu : il protégera le rocher par un brasier que non seulement aucun lâche ne pourra franchir, mais que seul pourra vaincre un être plus libre que lui-même, le dieu suprême. Dans un tendre adieu, Wotan, par un baiser sur les yeux de sa fille, la dépouille de sa divinité et la plonge dans un profond sommeil. Il la porte avec amour jusqu'à un tertre de mousse où il l'étend, la contemple, ferme son heaume de guerrière et la couvre de son grand bouclier. Puis il convoque alors Loge, le dieu du feu. Trois fois la lance de Wotan frappe le rocher : un flot de feu jaillit et de la pointe de sa lance, le dieu indique à la mer de flammes le pourtour de la crête rocheuse, où elle doit brûler sans jamais s'éteindre ; le cercle de feu se ferme sur la cime de la montagne. Wotan lance l'ordre absolu : « Que celui qui craint la pointe de ma lance ne traverse jamais ce feu ! » Il contemple encore un instant douloureusement sa fille endormie, puis s'éloigne lentement à travers les flammes.

## Analyse musicale

### Leitmotive
L'usage systématique du leitmotiv est l'une des grandes innovations que Wagner a amenées à la musique, signifiant « motif conducteur ».

Il n'en invente pas l'idée, des motifs récurrents étaient présents dans des œuvres de compositeurs antérieurs - l'un des plus célèbres étant "l'idée fixe" dans la Symphonie fantastique de Berlioz. Mais il lui donne tout son sens et toute son ampleur.

Un leitmotiv peut être de trois types :
- mélodique : une phrase musicale de quelques notes qui a sa mélodie, son rythme, son instrumentation ou son orchestration. Il pourra passer par des modifications dans son contexte, son rythme, son harmonie, son orchestration, pour revêtir sans perdre son sens premier un sens complémentaire ; il deviendra ainsi plus triste, plus gai, plus héroïque, plus menaçant, plus tendre, etc. C'est le type de motif le plus fréquent.
- harmonique : plus rarement, le motif est d'une structure harmonique fixe, seuls pourront en varier le rythme ou la combinaison instrumentale - par exemple dans le Ring, le motif du Tarnhelm (Heaume Magique), du Sommeil Éternel, du Voyageur.
- rythmique : plus rarement encore, le motif est un rythme immuable, par exemple le motif de la Forge des Nibelungen, la Chevauchée.

Chaque motif est donc emblématique d'un personnage, d'un lieu, d'une action, d'un objet ou d'un sentiment, et chaque fois que ce motif réapparaît, il évoque pour l'auditeur ce à quoi il se rattache. Wagner le veut court et simple pour qu'il soit facile à mémoriser, mais il arrive néanmoins que certains soient relativement longs.
Une connaissance approfondie et parfaite des leitmotive présents dans une œuvre n'est pas nécessaire pour aimer l'œuvre. Cette connaissance s'acquiert par écoutes répétées des œuvres, d'autant plus facilement si on sait lire la musique, et si on a une partition, un livre ou une liste de référence des leitmotive avec leur nom, leur première occurrence dans l'œuvre, et leurs avatars.
Certains sites sur l'internet proposent de l'aide pour identifier et se familiariser avec les leitmotive.
Les motifs peuvent se succéder, voire se combiner de façon telle que le discours musical devient d'une extrême densité et complexité de sens, car outre la combinatoire entre motifs, il y a la combinatoire entre motifs ou combinaisons de motifs et le texte chanté sur scène. Le texte chanté signifie une chose, et la musique signifie une deuxième chose, ces deux choses pouvant être identiques, similaires, complémentaires, divergentes, antinomiques, contraires, etc. C'est ce qui fait toute la richesse du discours wagnérien dans les opéras. Le dernier acte du Crépuscule des Dieux, pour ne citer que lui, n'est plus d'un bout à l'autre qu'un entrelacs continu de leitmotive qui parcourent tout le Ring depuis L'Or du Rhin.
On peut estimer à environ une quarantaine le nombre de leitmotive utilisés dans La Walkyrie.
Certains proviennent de L'Or du Rhin :
- L'anneau - La Fidélité aux traités - Le dragon - Freia - La peur (la fuite) - Les géants - L'épée - Le tonnerre - Loge - La malédiction de l'anneau - Erda - L'or - Le renoncement à l'amour - Le malheur, la douleur - Le traité, le pacte - La haine du Nibelung - Le Walhalla -
Les autres apparaissent dans La Walkyrie, certains continuant leur 'carrière' jusqu'à Siegfried ou au Crépuscule des Dieux, les autres restant propres à La Walkyrie :
- La tempête - Siegmund - La compassion - L'amour - Le malheur des Wälsungen - Hunding - La race des Wälsungen - Le cri de victoire - La félicité - La volupté - La chevauchée - L'appel des Walkyries - Le courroux - La contrariété de Wotan - La détresse divine - La poursuite - Le destin - La mort - Siegfried - La rédemption par l'amour - L'amour des Wälsungen - Le sommeil éternel - La dormition de Brünnhilde - Le brasier magique - L'adieu de Wotan.
Si l'on veut aborder la connaissance des leitmotive de façon claire et simple, on se référera utilement à un grand classique de l'exégèse wagnérienne :
Albert Lavignac : Le Voyage Artistique à Bayreuth, Delagrave ed. (Wikisource)
ou sa réédition chez Stock Musique (1980)
ou sa version numérique à la BNF : Le Voyage Artistique à Bayreuth sur Gallica

Si l'on veut approfondir, à
Das Buch der Motive (Schott Verlag, 2 vol. ; vol. 1 : Rienzi - Le Vaisseau Fantôme - Tannhäuser - Lohengrin - Tristan et Isolde - Les Maîtres Chanteurs de Nuremberg ; vol. 2 : Tétralogie, Parsifal)

## Postérité
Voir Liste des références culturelles concernant les Valkyries

## Discographie sélective
| Année     | Distribution (Siegmund, Sieglinde, Wotan, Brünnhilde, Hunding, Fricka)                                   | Chef Orchestre | Label # Catalogue Mono/Stereo, Live/Studio                                                        |
| --------- | --- | --- | ------------------------------------------------------------------------------------------------- |
| 1940      | Lauritz Melchior, Marjorie Lawrence, Julius Huehn, Kirsten Flagstad, Emanuel List, Karin Branzell        | Erich Leinsdorf Metropolitan Opera Orchestra | CD: Sony Classical Cat: 88765-42717-2 ("Wagner at the Met") Mono, Live                            |
| 1941      | Lauritz Melchior, Astrid Varnay, Friedrich Schorr, Helen Traubel, Alexander Kipnis, Kerstin Thorborg     | Erich Leinsdorf Metropolitan Opera Orchestra | CD: Naxos Cat: 8.110058-60 Mono, Live                                                             |
| 1950      | Günther Treptow, Hilde Konetzni, Ferdinand Frantz, Kirsten Flagstad, Ludwig Weber, Elisabeth Höngen      | Wilhelm Furtwängler Orchestre et Chœur de La Scala de Milan                                                                                                  | CD: Opera d'Oro Cat: OPD1501 (Ring complet ) Mono, Live                                           |
| 1951      | Torsten Ralf, Helene Werth, Ludwig Hofmann, Gertrude Grob-Prandl, Herbert Alsen, Georgine von Milinkovic | Robert F. Denzler Orchestre de la Suisse Romande | CD: Walhall Cat: WLCD 0134 Mono, Live Genève 1951, avec coupures                                  |
| 1953      | Ramon Vinay, Regina Resnik, Hans Hotter, Astrid Varnay, Josef Greindl, Ira Malaniuk                      | Clemens Krauss Orchester der Bayreuther Festspiele | CD: Gala Cat: GL 100.652 Mono, Live                                                               |
| 1953      | Wolfgang Windgassen, Hilde Konetzni, Ferdinand Frantz, Martha Mödl, Gottlob Frick, Elsa Cavelti          | Wilhelm Furtwängler Orchestre symphonique de la RAI de Rome                                                                                                  | CD: EMI Cat: CHS 7 63045 2 Mono, Studio                                                           |
| 1954      | Ludwig Suthaus, Leonie Rysanek, Ferdinand Frantz, Martha Mödl, Gottlob Frick, Margarete Klose            | Wilhelm Furtwängler Wiener Philharmoniker | CD: EMI Cat: CHS 7 63045 2 Mono, Studio                                                           |
| 1954      | Max Lorenz, Martha Mödl, Hans Hotter, Astrid Varnay, Gottlob Frick, Georgine von Milinkovic              | Joseph Keilberth Bayreuther Festspiele | CD: Archipel Cat: CHS 7 63045 2 Mono, Live                                                        |
| 1955      | Ramón Vinay, Gré Brouwenstijn, Hans Hotter, Astrid Varnay, Josef Greindl, Georgine von Milinkovic        | Joseph Keilberth Orchester der Bayreuther Festspiele | CD: Testament Cat: SBT41391 Stereo, Live                                                          |
| 1957      | Ramón Vinay, Sylvia Fisher, Hans Hotter, Birgit Nilsson, Friedrich Dalberg, Georgine von Milinkovic      | Rudolf Kempe Orchestra of the Royal Opera House, Covent Garden                                                                                               | CD: Testament Cat: SBT131426 (Ring complet) Mono, Live                                            |
| 1961      | Jon Vickers, Gré Brouwenstijn, George London, Birgit Nilsson, David Ward, Rita Gorr                      | Erich Leinsdorf London Symphony Orchestra | CD: Decca Cat: 430 391-2 Stereo, Studio                                                           |
| 1965      | James King, Régine Crespin, Hans Hotter, Birgit Nilsson, Gottlob Frick, Christa Ludwig                   | Georg Solti Wiener Philharmoniker | CD: Decca Cat: 414 105-2 Stereo, Studio                                                           |
| 1966      | Jon Vickers, Gundula Janowitz, Thomas Stewart, Régine Crespin, Martti Talvela, Josephine Veasey          | Herbert von Karajan Berliner Philharmoniker | CD: Deutsche Grammophon Cat: 415 145-2 Stereo, Studio                                             |
| 1967      | Jess Thomas, Helga Dernesch, Theo Adam, Anja Silja, NN, Grace Hoffman                                    | Thomas Schippers Bayreuther Festspiele , Osaka International Festival                                                                                        | DVD: Premiere Opera Cat: 5853 Live                                                                |
| 1967      | James King, Leonie Rysanek, Theo Adam, Birgit Nilsson, Gerd Nienstedt, Annelies Burmeister               | Karl Böhm Orchester der Bayreuther Festspiele | CD: Philips Cat: 412 478-2 Stereo, Live                                                           |
| 1980      | Peter Hofmann, Jeannine Altmeyer, Donald McIntyre, Gwyneth Jones, Matti Salminen, Hanna Schwarz          | Pierre Boulez Orchester der Bayreuther Festspiele | CD: Philips Cat: 434 422-2 Stereo, Studio                                                         |
| 1981      | Siegfried Jerusalem, Jessye Norman, Theo Adam, Jeannine Altmeyer, Kurt Moll, Yvonne Minton               | Marek Janowski Sächsische Staatskapelle Dresden | CD: Eurodisc (original), RCA (réédition) Cat: RCA 7 4321 45417 2 (Ring complet) Stereo, Studio    |
| 1987      | Gary Lakes, Jessye Norman, James Morris, Hildegard Behrens, Kurt Moll, Christa Ludwig                    | James Levine Metropolitan Opera Orchestra | CD: Deutsche Grammophon Cat: 423 389-2 Stereo, Studio                                             |
| 1988      | Reiner Goldberg, Cheryl Studer, James Morris, Éva Marton, Matti Salminen, Waltraud Meier                 | Bernard Haitink Sinfonieorchester des Bayerischen Rundfunks                                                                                                  | CD: EMI Cat: CDS 7 49534 2 Stereo, Studio                                                         |
| 1989      | Robert Schunk (de), Julia Varady, Robert Hale, Hildegard Behrens, Kurt Moll, Marjana Lipovšek            | Wolfgang Sawallisch Orchester der Bayerische Staatsoper | CD: EMI Cat: 724357273121 (Ring complet) Stereo, Live                                             |
| 1992      | Poul Elming, Nadine Secunde John Tomlinson, Anne Evans, Matthias Hölle, Linda Finnie                     | Daniel Barenboim Orchester der Bayreuther Festspiele | CD: Teldec Cat: 4509-91186-2 Stereo, Live                                                         |
| 1992      | Poul Elming (en), Alessandra Marc, Robert Hale, Gabriele Schnaut, Alfred Muff, Anja Silja                | Christoph von Dohnányi Cleveland Orchestra | CD: Decca Cat: 440 371-2 Stereo, Studio                                                           |
| 1995      | Edward Cook, Gabriele Maria Ronge, John Wegner, Carla Pohl, Frode Olsen, Zlatomira Nikolova              | Günter Neuhold Badische Staatskapelle (enregistrement live à Karlsruhe)                                                                                      | CD: Brilliant Classics (licence de Bella Musica) Cat: 99801 (Ring complet) Stereo, Live           |
| 2002-2003 | Robert Gambill (en), Angela Denoke, Jan-Hendrik Rootering, Renate Behle, Attila Jun, Tichina Vaughn      | Lothar Zagrosek Orchester der Staatsoper Stuttgart (enregistrements audio et vidéo faits lors de représentations au Württemburgischer Staatsoper, Stuttgart) | CD: Naxos Cat: 8.660172-74 DVD: TDK "Mediactive" Cat: DV-OPRDNW Stereo (SACD), Live               |
| 2004      | Stuart Skelton, Deborah Riedel, John Bröcheler, Lisa Gasteen, Richard Green, Elizabeth Campbell          | Asher Fisch Adelaide Symphony Orchestra | CD: Melba Cat: MR 301091-94 Stereo (SACD), Live                                                   |
| 2009      | Endrik Wottrich, Eva-Maria Westbroek, Albert Dohmen, Linda Watson, Kwangchul Youn, Michelle Breedt       | Christian Thielemann Orchester der Bayreuther Festspiele | CD: Opus Arte Cat: OACD9000BD (Ringcomplet ) Stereo, Live                                         |
| 2013      | Jonas Kaufmann, Anja Kampe, René Pape, Nina Stemme, Mikhail Petrenko, Ekaterina Gubanova                 | Valery Gergiev Orchestre du Théâtre Mariinsky | CD: Mariinsky Label Cat: MAR0527 Stereo (4 x Hybrid SACD), Mariinsky Concert Hall, St Petersbourg |
| 2014      | Stuart Skelton, Margaret Jane Wray, Greer Grimsley, Alwyn Mellor, Andrea Silverstrelli, Stephanie Blythe | Asher Fisch Seattle Opera, Seattle Symphony Orchestra, Seattle Opera Chorus                                                                                  | CD: Avie Records Cat: AV2313 (Ring complet) Stereo, Live                                          |